# A Game of Thrones (fumetto)
A Game of Thrones è una serie a fumetti esordita negli Stati Uniti d'America dal 2011 e scritta da Daniel Abraham e disegnata da Tommy Patterson, basato sul romanzo Il gioco del trono (A Game of Thrones) di George R. R. Martin.

## Storia editoriale
A Game of Thrones è tratto dall'omonimo romanzo di George R. R. Martin ed è stato pubblicato mensilmente da Dynamite Entertainment dal 21 settembre 2011 al 30 luglio 2014; è stato poi ripubblicato in 4 raccolte da 6 numeri da Bantam Books. I testi sono di Daniel Abraham, i disegni di Tommy Patterson e le copertine di Alex Ross e Mike S. Miller.
L'opera è stata pubblicata nell'anno della messa in onda della serie televisiva HBO Il trono di spade. Nonostante sulla copertina sia presente il marchio HBO, Daniel Abraham ha detto di aver ideato il fumetto prima della messa in onda della serie.
In Italia il fumetto è stato edito da Italycomics.

## Elenco volumi
| 1 | ottobre 2011                                               | ISBN 978-88-6546-147-1 |
| 1 | Capitoli - 0. Prologo - 1. Bran - 2. Catelyn - 3. Daenerys |                        |
| 2 | aprile 2012                                                | ISBN 978-88-6546-149-5 |
| 2 | Capitoli - 4. Eddard - 5. Jon - 6. Catelyn                 |                        |